# Donovan Solano
Donovan Solano Preciado (né le 17 décembre 1987 à Barranquilla, Colombie) est un joueur de deuxième but des Ligues majeures de baseball.
Son frère aîné Jhonatan Solano est aussi joueur de baseball et il a fait ses débuts dans les majeures huit jours plus tard en 2012 avec les Nationals de Washington.

## Carrière
Donovan Solano signe son premier contrat professionnel en 2005 avec les Cardinals de Saint-Louis. Il évolue sept années dans les ligues mineures avec des clubs affiliés aux Cardinals, jouant à différentes positions à l'avant-champ : surtout à l'arrêt-court mais aussi au deuxième but et au troisième but.

### Marlins de Miami
À la fin de son contrat avec les Cardinals, après la saison 2011, Solano participe au camp d'entraînement des Marlins de Miami en mars 2012. Il s'avère une des surprises du camp avec une moyenne au bâton de ,410 mais les Marlins, après leur dernier match préparatoire, décident de donner la dernière place disponible dans l'effectif au vétéran Donnie Murphy, cédant Solano au club-école de La Nouvelle-Orléans.
Le 20 mai, Solano est rappelé des mineures par Miami. Il fait ses débuts dans le baseball majeur avec les Marlins le 21 mai lorsqu'il est utilisé en défensive au deuxième but. Il est le 12e joueur né en Colombie à atteindre les majeures. Il réussit son premier coup sûr à son premier passage au bâton dans les grandes ligues le 22 mai lorsqu'il est appelé comme frappeur suppléant face au lanceur Josh Roenicke des Rockies du Colorado.

### Yankees de New York
Solano évolue pour les Yankees de New York en 2016.